# Petite rue des Blés
La petite rue des Blés est une voie de la commune française de Colmar.

## Situation et accès
Cette voie de circulation, d'une longueur de 55 m, se trouve dans le quartier centre.
On y accède par la rue des Blés et la place du Général-André-Hartemann.
Cette voie n'est pas desservie par les bus de la TRACE.